# Radcliffe (Grande Manchester)
Radcliffe è una località di 34 239 abitanti della contea della Grande Manchester, in Inghilterra. Fu un municipio fino al 1974.